# 알자줄리 다팔흐
알자줄리 다팔흐(아랍어: الجزولي دفع الله, 1935년   ~ )는 수단의 정치인이다.